# Deronectes angulipennis
Deronectes angulipennis är en skalbaggsart som först beskrevs av Peyron 1858.  Deronectes angulipennis ingår i släktet Deronectes och familjen dykare. Inga underarter finns listade i Catalogue of Life.